# Ineos Automotive

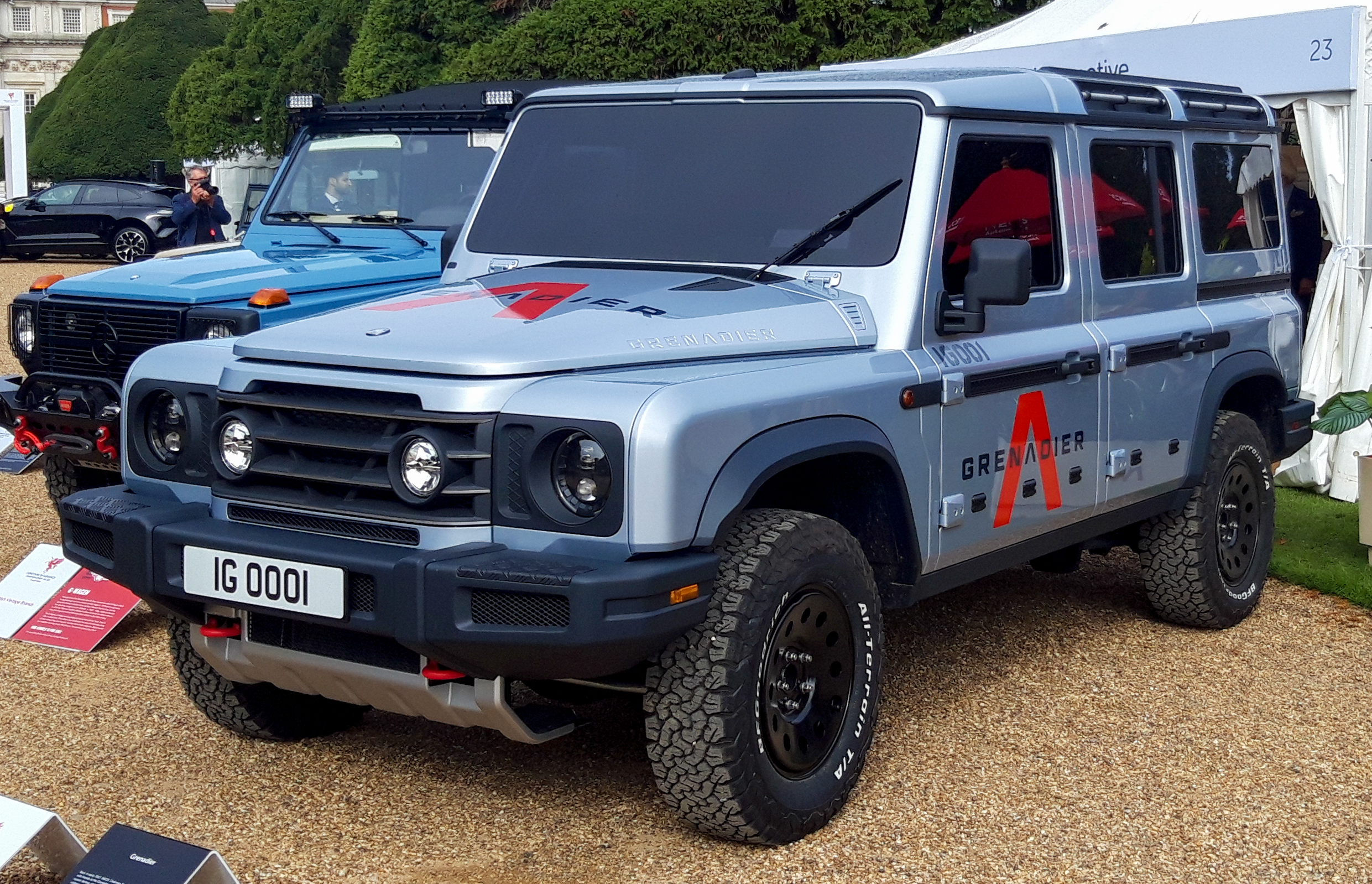
przedprodukcyjny Ineos Grenadier (2020)

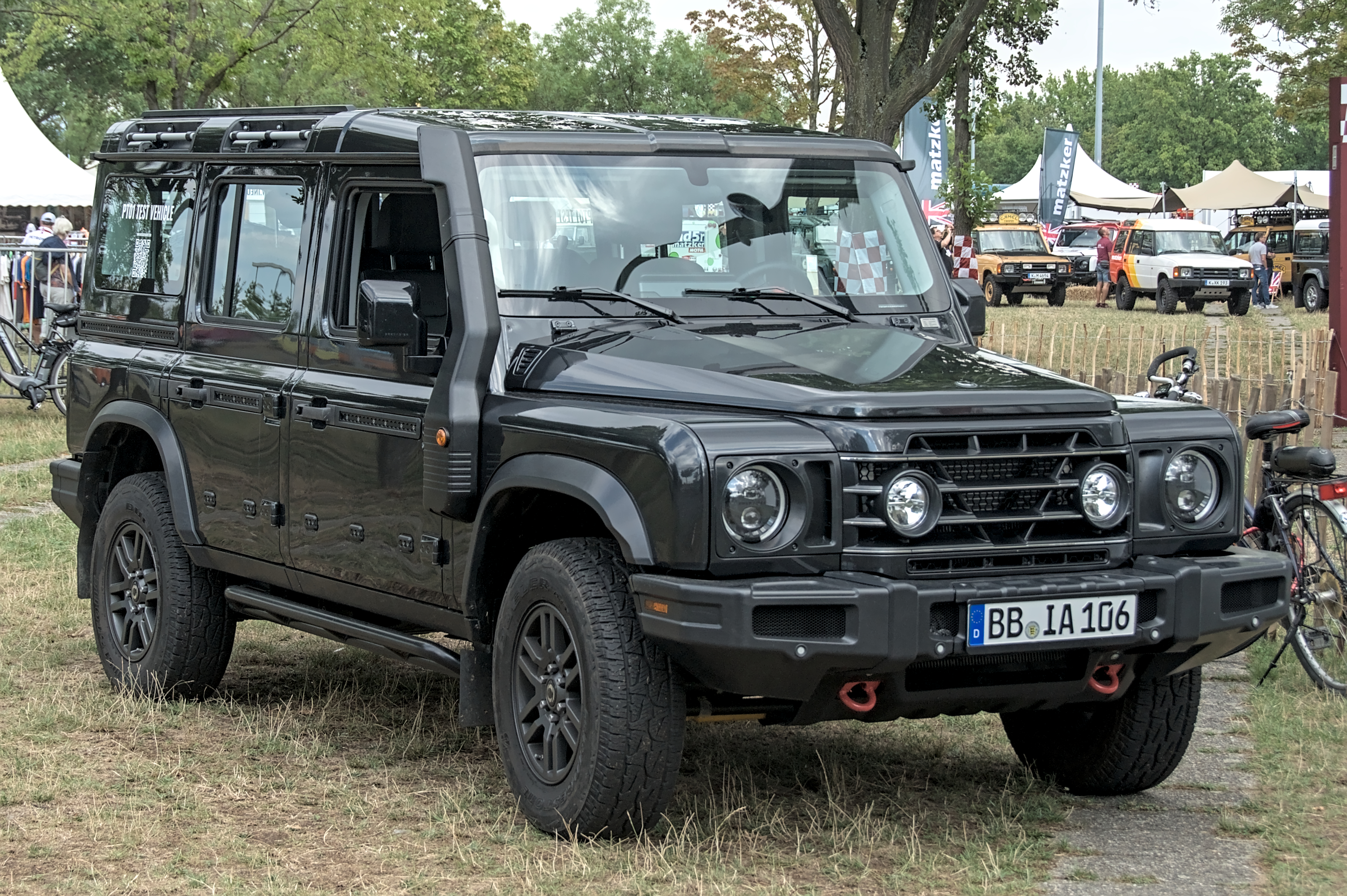
Ineos Grenadier (2022)

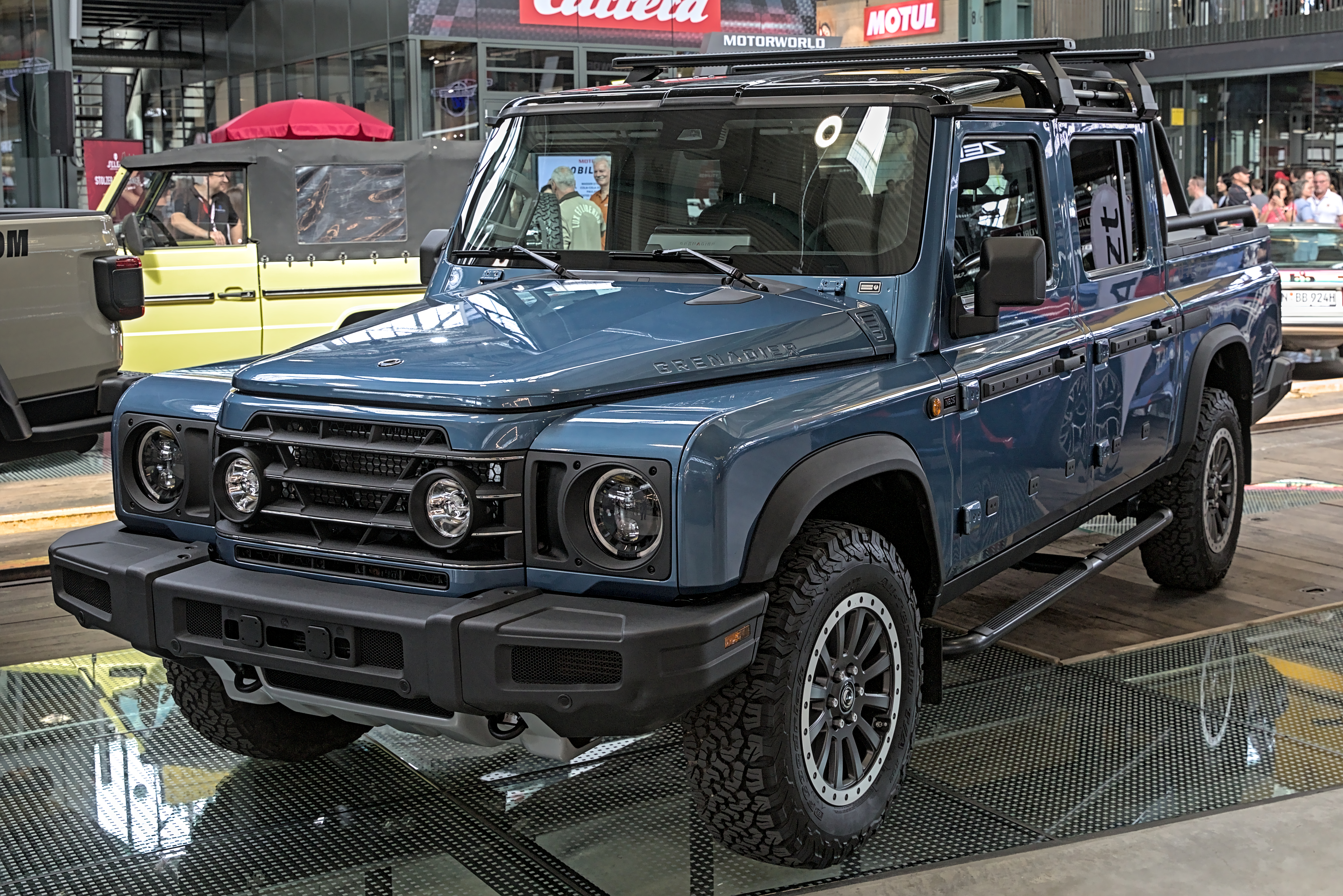
Ineos Grenadier Quartermaster (2024)

Ineos Automotive – brytyjski producent samochodów terenowych z siedzibą w Londynie, działający od 2016 roku. Należy do koncernu chemicznego Ineos.

## Historia
W 2016 roku Land Rover podjął decyzję o zakończeniu produkcji swojego klasycznego modelu Defender w dotychczasowej postaci po 33 latach rynkowej obecności. Brytyjski miliarder i właściciel koncernu chemicznego Ineos sir Jim Ratcliffe wyraził wówczas chęć przejęcia praw do dalszej produkcji samochodu terenowego, jednak Land Rover nie był tym zainteresowany. W odpowiedzi na to, jeszcze w tym samym roku powołano motoryzacyjny oddział konglomeratu Ineos oddelegowanego do budowy współczesnej interpretacji klasycznego Defendera. W lutym 2017 roku Ineos Automotive oficjalnie zainaugurowało swoją działalność, a rok później ujawniono, że nowy samochód terenowy rozwijany jest pod nazwą Projekt Grenadier. Tak nazwano też sam samochód, nawiązując do ulubionego pubu Jima Ratcliffa w londyńskim Knightsbridge, gdzie omawiano pierwsze szczegóły projektu.
Pierwsze informacje na temat modelu Ineos Grenadier ujawniono w lipcu 2020 roku, by wystrój kabiny pasażerskiej oraz specyfikację techniczną przedstawić rok później, w połowie 2021 roku. Wśród partnerów technologicznych projektu znalazła się m.in. austriacka Magna, a także niemieckie BMW zapewniające dostawy silników. Pierwotnie produkcja Grenadiera miała rozpocząć się pod koniec 2021 roku w specjalnie zbudowanych do tego celu walijskich zakładach w Bridgend. Po otrzymaniu od koncernu Daimler propozycji kupienia fabryki Smarta we francuskim Hambach, Ineos przystało ostatecznie na ulokowanie produkcji swojego samochodu terenowego właśnie w tym miejscu. Ostatecznie, produkcja Ineosa Grenadiera rozpoczęła się w październiku 2022.
Po uruchomieniu seryjnej produkcji oraz sprzedaży Grenadiera, Ineos Automotive koncentruje się na rozwoju alternatywnych źródeł napędu dla terenowego samochodu, by w przyszłości poszerzyć gamę wersji. W październiku 2021 brytyjska firma potwierdziła, że zawarła partnerstwo z południowokoreańskim Hyundai Motor Group w celu zbudowania Grenadiera zasilanego wodorowymi ogniwami paliwowymi. W 2022 roku firma ujawniła także, że rozważa opracowanie Grenadiera w wersji w pełni elektrycznej, co spotkało się z rozwinięciem dwa lata później, kiedy to w lutym 2024 przedstawiono prototyp drugiego modeli marki Ineos - w pełni elektrycznego lub hybrydowego, wyraźnie mniejszego Fusiliera. Początek produkcji seryjnego modelu zaplanowano na nie wcześniej niż 2027 rok.

## Modele samochodów

### Obecnie produkowane

#### Terenowe
- Grenadier

#### Pickupy
- Grenadier Quartermaster

### Prototypy
- Ineos Fusilier (2024)